# マリア・グーゲルベルク・フォン・モース

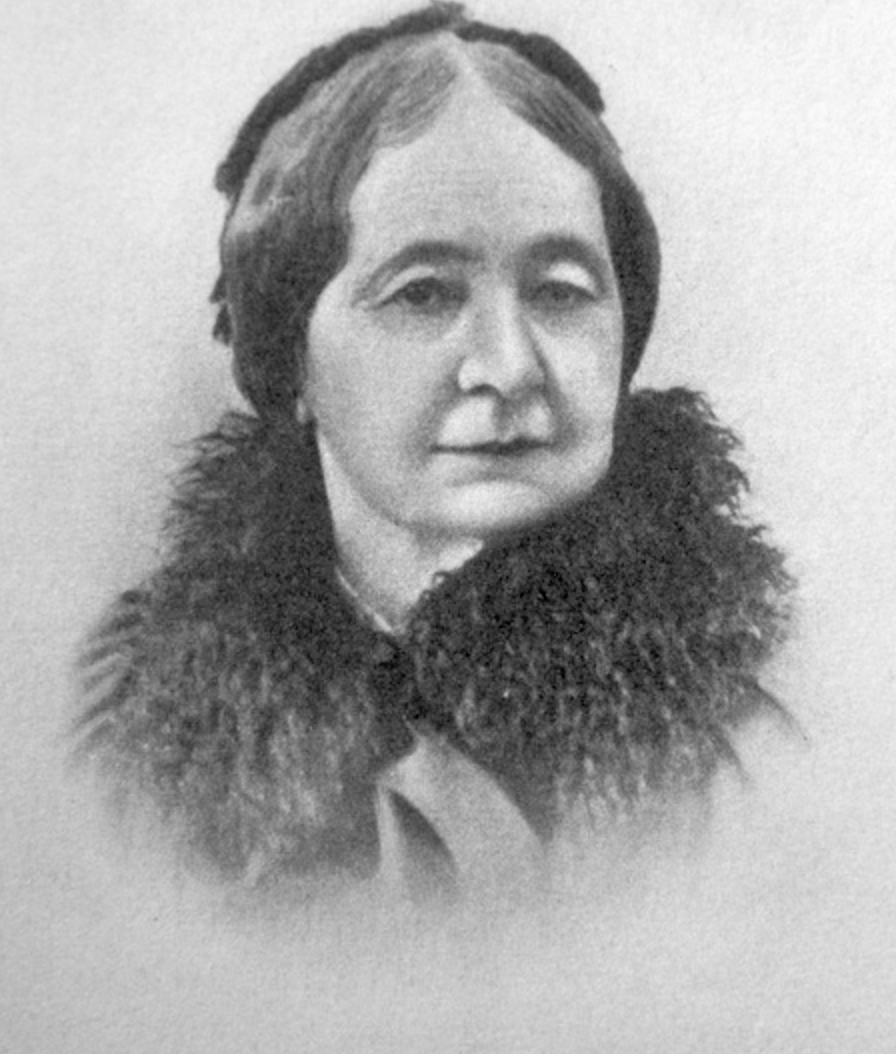
Maria Gugelberg von Moos

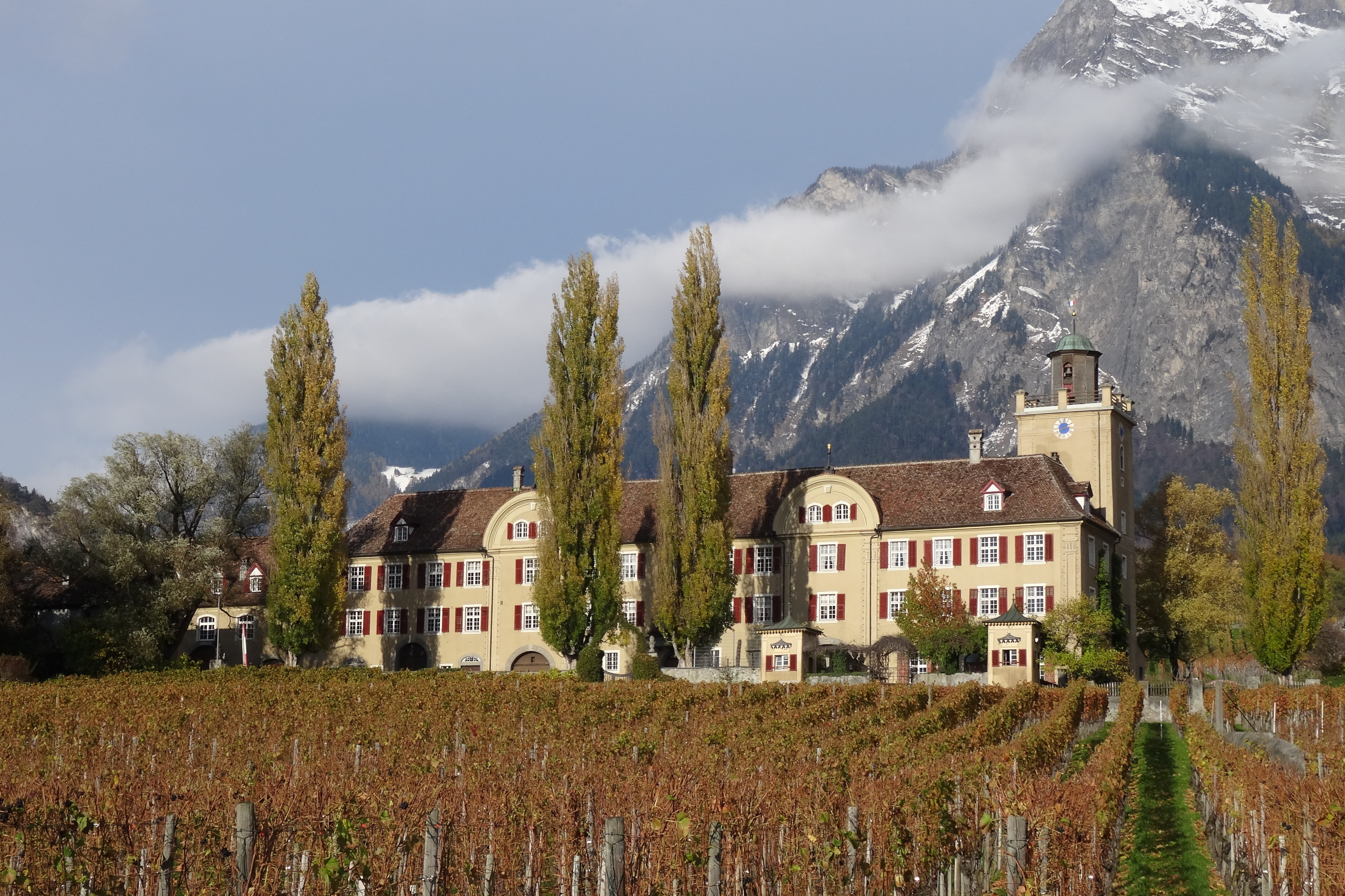
サレネグ城

マリア・グーゲルベルク・フォン・モース（Maria Gugelberg von Moos、1836年2月6日 – 1918年10月29日）はスイスの植物学者、植物画家である。
グラウビュンデン州のサレネグ城（Schloss Salenegg）を所有する一族に生まれ、美しい自然の中に育ち、博物学に興味をもった。中年になってから本格的に植物学を学びコケ類の研究を行った。
グラウビュンデン州やスイスの地域で、47種の新種植物を発見した。植物画家としては、植物学者のブリュガー（Christian Georg Brügger）に協力しその著書に図版を描いた。植物学への貢献により、グラウビュンデン博物学協会（Naturforschende Gesellschaft Graubündens）に女性としてはじめて準会員に選ばれた。